# Glamorgan County Rugby Football Club
Le Glamorgan County RFC  plus communément appelé Glamorgan est un club gallois de rugby à XV sur invitation, qui, à l'origine, joue au niveau du comté. L'équipe est composée de joueurs amateurs de clubs de la région de Glamorgan et dispute des rencontres contre des équipes nationales en tournée en Angleterre et au pays de Galles. Aujourd'hui le club organise le tournoi de rugby à XV de Glamorgan.

## Historique

### Origines
La première équipe connue de rugby à XV à porter le nom de Glamorgan RFC est basée à Cardiff, et rencontre régulièrement d'autres équipes de Galles du Sud. Le premier match officiel de Newport RFC est un match nul contre cette formation. Lors de la saison 1875-1876, Glamorgan RFC fusionne avec Tredegarville et le Wanderers Football Club pour devenir Cardiff RFC. Cette équipe est alors une association sportive, un club, et ne représente pas le comté de Glamorgan.
En 1875 le South Wales Football Club est fondé et organise des rencontres avec des joueurs de divers clubs de Galles du Sud, l'objectif principal est de pouvoir affronter de équipes de l'ouest de l'Angleterre. En 1878 l'équipe de Galles du Sud dispute un match contre le Monmouthshire à Sophia Gardens, une des premières rencontres au pays de Galles disputée par invitation, à la différence des chocs entre clubs. En 1881 le South Wales Football Club est dissous et est remplacé par l'équipe du pays de Galles de rugby à XV.
En 1888 lors de la tournée des Māori néo-zélandais en Grande-Bretagne, cette équipe dispute plusieurs rencontres contre des formations représentant des comtés, mais uniquement en Angleterre. En 1894 une formation du comté de Glamorgan voit le jour, et dispute des rencontres contre des formations des comtés anglais. L'équipe de Glamorgan a puisé les joueurs dans les viviers des clubs de Galles du Sud, soit Aberavon, Cardiff, Cardiff Harlequins, Morriston, Neath, Penarth et Swansea.

### Premières rencontres internationales
Après la tournée des Māori néo-zélandais de 1888, les touristes suivants sont l'équipe de Nouvelle-Zélande de rugby à XV en tournée en 1905-1906. Glamorgan County est un des quatre choix de formations galloises avec Newport RFC, Cardiff RFC et Swansea  RFC, en sus de l'équipe du pays de Galles de rugby à XV à accueillir la Nouvelle-Zélande. Le match a lieu le 21 décembre 1905 à St Helens à Swansea. Les Gallois viennent de battre les Originals à Cardiff, par 3–0, pour un des grands moments du sport,. Une part importante de cette équipe devait disputer le match pour Glamorgan. Pour des raisons diverses une partie de l'équipe est changée; seuls Dai Jones, Jack Williams et Will Joseph jouent, après avoir remporté le précédent match. Les autres joueurs de la formation viennent de Cardiff, Swansea, Penarth, Mountain Ash et Neath, la plupart n'a pas joué avec ses partenaires ponctuels et n'a pas d'expérience internationale. C'est donc normalement que Glamorgan s'incline 9-0 dans un match serré.
L'année suivante Glamorgan reçoit l'équipe d'Afrique du Sud de rugby à XV en tournée en 1906-1907.

## Statistiques des rencontres internationales
| Année | Date        | Opposition       | Résultat | Score | Tournée                                                          | Terrain                    |
| ----- | ----------- | ---------------- | -------- | ----- | ---------------------------------------------------------------- | -------------------------- |
| 1905  | 21 décembre | Nouvelle-Zélande | Défaite  | 0-9   | équipe de Nouvelle-Zélande de rugby à XV en tournée en 1905-1906 | St Helens, Swansea         |
| 1906  | 31 octobre  | Afrique du Sud   | Défaite  | 3-6   | équipe d'Afrique du Sud de rugby à XV en tournée en 1906-1907    | Cardiff Arms Park, Cardiff |
| 1908  | 7 octobre   | Australie        | Défaite  | 3-16  | équipe d'Australie de rugby à XV en tournée en 1908-1909         | Taff Vale Park, Pontypridd |
| 1912  | 17 octobre  | Afrique du Sud   | Défaite  | 3-35  | équipe d'Afrique du Sud de rugby à XV en tournée en 1912-1913    | Cardiff Arms Park, Cardiff |